# Himachal Pradesh Cricket Association Stadium
Das Himachal Pradesh Cricket Association Stadium, häufig auch abgekürzt HPCA Stadium, ist ein Cricketstadion in der indischen Stadt Dharamsala im Bundesstaat Himachal Pradesh.

## Infrastruktur
Das Stadion wurde 2003 erbaut und befindet sich in einer Höhe von 1317 Metern und ist dabei von Bergen des Himalayas umgeben. Es integriert die erste Cricket-Akademie für Frauen in Indien. Die Ends heißen River End und College End.

## Internationales Cricket
Das erste internationale Spiel war ein Tour Match der pakistanischen Cricket-Nationalmannschaft gegen eine A-Auswahl von Indien im Jahr 2005. Das erste offizielle One-Day International fand am 27. Januar 2013 zwischen England und Indien statt.
Das HPCA Stadium war eines von sieben Stadien der ICC World Twenty20 2016 und Austragungsort von sieben Spielen des Turniers. Für das Weltmeisterschaftsturnier wurde die Spielstätte mit 2.200 neuen Sitzplätzen ergänzt und bat nun 21.000 Besuchern Platz. Während der parallelen ICC Women’s World Twenty20 2016 wurden hier ebenfalls Partien ausgetragen. Auch beim Cricket World Cup 2023 fanden in dem Stadion Spiele statt.

## Nationales Cricket
Das Stadion dient als Heimstadion des Teams des Bundesstaats Himachal Pradesh, sowohl in der Ranji Trophy als auch in anderen nationalen Wettbewerben. Des Weiteren wird es für einige Heimspiele des Franchises Kings XI Punjab in der Indian Premier League genutzt.